# Diermeel
Diermeel is een verzamelnaam voor producten in poedervorm, gederiveerd uit reststromen afkomstig van de vleesverwerkende industrie.
In de vleesverwerkende industrie worden dieren geslacht om hun vlees beschikbaar te maken voor consumptie. Een slachtdier bestaat uit meer dan vlees alleen: het vlees is slechts de spiermassa, daarnaast bestaat het slachtdier onder andere ook uit huid, ingewanden, vetreserves, botten, bloed en haar of veren. 
De huid van runderen en varkens is een waardevolle grondstof voor de leerindustrie. Een beperkt deel van de ingewanden is geschikt voor menselijke consumptie, bijvoorbeeld varkenslever. Andere delen, zoals harten en maagspieren, worden gebruikt voor diervoeders. Darmen kunnen worden gespoeld en als traditioneel worstvel worden gebruikt. De vetreserves, niervet en onderhuids vet, worden in vetsmelterijen verwerkt tot zuiver dierlijk vet. Dat vindt toepassing in de voedingsindustrie, bij de fabricage van zeep en cosmetica, als grondstof voor technisch vet of als (grondstof voor) biobrandstof.
Wat overblijft wordt aangeboden aan het destructiebedrijf, dat voor een verantwoorde verwerking van het materiaal zorgt. Bij de verwerking van kadavers en slachtafval wordt aan de hand van een risicoanalyse het materiaal in drie categorieën ingedeeld:
- Categorie 1 “uitsluitend geschikt voor verwijdering”
- Categorie 2 “niet voor dierlijke consumptie”
- Categorie 3 “niet voor menselijke consumptie”

Aan de hand van deze indeling wordt bepaald hoe het materiaal moet worden behandeld en voor welke toepassing het nog geschikt is. Het materiaal wordt vervolgens gemalen, gepasteuriseerd en gesteriliseerd. Hierna wordt het gedroogd en ondergaat het product een scheiding tussen het meel en de vetten. Deze eindproducten zijn te gebruiken als (bijstook)brandstof: in elektriciteitscentrales, afvalverbrandingsovens of klinkerovens van de cementindustrie. Daarnaast verwerkt men sommige melen in meststoffen.
Voorbeelden van diermeel zijn bloedmeel, beendermeel en verenmeel.